# Элко (город, Миннесота)
Элко (англ. Elko) — город в округе Скотт, штат Миннесота, США. На площади 3,5 км² (3,5 км² — суша, водоёмов нет), согласно переписи 2002 года, проживают 472 человек. Плотность населения составляет 133,9 чел/км².
- Телефонный код города — 952
- Почтовый индекс — 55020
- FIPS-код города — 27-18656[1]
- GNIS-идентификатор — 0643269[2]